# Heinrich Horst (Münzmeister)
Heinrich Horst (* um 1675; ▭ 26. Februar 1736 in Hattorf am Harz) war ein deutscher Münzmeister.

## Leben
Heinrich Horst wirkte als braunschweig-lüneburgischer Münzmeister in Zellerfeld.
Als Nachfolger von Rudolf Bornemann wurde Horst am 2. Februar oder zum 28. November 1711 in das Amt des Communions-Münzmeisters an die Zellerfelder Münze berufen. Dort prägt er Geldstücke mit seinem Münzzeichen, seinem Monogramm aus den Buchstaben H H, die durch zwei sich kreuzende Zainhaken getrennt waren.
1719 „geriet er in Untersuchung“ und wurde wegen festgestellter Verfehlungen vom Dienst suspendiert und in Haft genommen, aus der er erst 1722 mangels Beweisen entlassen wurde.
Unterdessen waren jedoch schon ab dem Quartal Crucis zum 1. Juli 1717 zwei „Commissarien“ zu Horsts Amtsnachfolgern bestimmt worden; der Hüttenraiter Julius Georg Töpfer und der Münzwardein Johann Albrecht Brauns.
1731 bewarb sich Heinrich Horst aus Hattorf am Harz erneut auf die Zellerfelder Münzmeisterstelle.

## Bekannte Werke (Auswahl)
- ohne Datum: Jeton mit einem Selbstporträt und Wappen Horsts[3]
- Jeton
  - mit der Umschrift HEINRICH HORST und den Buchstaben „C. U. F. B. L. M. M. Z. Z.“ als Abkürzung für „Chur- und Fürstlich Braunschweig-Lüneburgischer Münzmeister zu Zellerfeld“. Auf dieser Seite des Jetons findet sich zudem ein mit Helm und Helmdecken versehener ovaler Schild, in dem sich auf einem Grasboden drei Kleeblätter mit Stielen finden. Auf dem Helm finden sich weitere drei Kleeblätter.[4]
  - Das Revers zeigt die Umschrift „A TERRA LOCUM A SOLE VITAM.“, dazu einen Lustgarten mit einem Sommerhäuschen darin, darüber einen Himmel mit Wolken und im Vordergrund wieder drei Kleeblätter.[4]
- Jeton in Kupfer oder Messing[4]
  - mit der Umschrift „H. Horst. KON. GR. BR. A. C. U. F. BR. LVN. MVNTZ. MEISTER.“ für „Königl. Großbritannischer, auch Chur- und Fürstlicher Braunschweig-Lüneburgischer Münzmeister“, gefolgt von einer Rosette. Das Avers zeigt zudem eine große Krone, darunter einen henkelartig verzierten ovalen Schild, auf dem auf einem Grasboden drei Kleeblätter mit Stiel „im rothen Felde“ zu sehen sind.[4]
  - Die rückseitige Umschrift „CVRAT MAIVS ET MINVS“ zeigt auf einem Grasboden einen von der Sonne beschienenen Baum, an dessen Stamm unten wieder „die drei Kleeblätter“ geprägt sind.[4]
    - Ein abweichender Stempel zeigt im Avers einen kreisrunden Wappenschild.[4]

  - Bei einem leicht abweichenden Jeton findet sich kein Punkt hinter den Buchstaben „KON“ und in der Abkürzung „LUN MUNTZ“ nun der runde Buchstabe „U“ anstelle des spitzwinkligen „V“.[4]